# 2024 en Corée du Nord
Cette page concerne des événements qui se sont produits durant l'année 2024 du calendrier grégorien en Corée du Nord.

## Événements

### janvier
- 5 janvier : la Corée du Nord tire 200 obus d'artillerie près de l'île sud-coréenne de Yeonpyeong, provoquant des évacuations[1].
- 15 janvier : le guide suprême nord-coréen Kim Jong-un déclare que la réunification coréenne n'est "plus possible" et demande à l'Assemblée populaire suprême de modifier la constitution pour reconnaître formellement la Corée du Sud comme un État distinct[2]. Il appelle aussi à la destruction de l'Arche de la Réunification[3].
- 16 janvier : Kim Jong-un déclare la Corée du Sud comme "l'ennemi principal", rejette l'unification et appelle à la planification de la guerre, à la rupture des liens et à la fermeture des organisations dans un contexte d'escalade des tensions[4].
- 19 janvier : la Corée du Nord annonce avoir testé une arme nucléaire lancée par un système de drone sous-marin sans pilote dans la mer du Japon[5].
- 23 janvier : les images satellites montrent que l'Arche de la Réunification n'existe plus[6].

### février
- 14 février : la Corée du Nord lance des missiles vers le Japon.
- 29 février : la Corée du Nord est battue par le Japon en football féminin et ne participera pas aux Jeux olympiques de 2024[7].

### mars
- 29 mars :
  - Les médias d'État nord-coréens citent le ministre des Affaires étrangères Choe Son-hui qui déclare que la Corée du Nord rejette toute discussion avec le Japon sur quelque sujet que ce soit, y compris les kidnappés japonais, après que le premier ministre japonais Fumio Kishida ait déclaré qu'il est prêt à rencontrer en personne Kim Jong-un[8].
  - La Russie s'oppose à la poursuite de la surveillance des sanctions de l'ONU contre le programme d'armes nucléaires nord-coréen[9].

### avril
- 1er avril : la Corée du Nord teste un missile hypersonique à longue portée[10].
- 23 avril : La Corée du Nord affirme avoir testé un nouveau système de commandement et de contrôle lors d'une contre-attaque nucléaire simulée[11].

### mai
- 23 mai : Kim Jong-un crée son portrait et est installé à côté de celui de son père et son grand père.

- 25 mai: Kim Jong-un impose son portrait dans la mythologie du régime

- 27 mai : La Corée du Nord annonce l'échec d'une tentative de mise en orbite de son deuxième satellite espion après l'explosion de la fusée qui le transporte en vol[12].

- 29 mai : La Corée du Nord déploie 260 ballons transportant des ordures et d'éventuels déchets humains au-dessus de la Corée du Sud, ce qui, selon Pyongyang, est en représailles aux ballons envoyés au Nord par des militants anti-régime[13].

- 30 mai : La Corée du Nord lance une série de missiles balistiques à courte portée depuis Pyongyang vers la mer du Japon[14]

### juin
- 4 juin : Le Conseil d'État de Corée du Sud (en) suspend la déclaration de Panmunjeom de 2018 en raison de tensions frontalières concernant les ballons envoyés par la Corée du Nord[15].
- 6 juin : La Corée du Nord reçoit 200 000 tracts anti-Pyongyang, des factures américaines et des clés USB contenant des chansons de K-pop et des drames sud-coréens en Corée du Nord avec 10 ballons, envoyés par un groupe d'activistes sud-coréens dirigé par le transfuge nord-coréen Park Sang-hak (en) en représailles à l'envoi par la Corée du Nord de ballons transportant des déchets vers la Corée du Sud[16].
- 9 juin : Un groupe de soldats nord-coréens pénètre du côté sud-coréen de la DMZ, provoquant des tirs de sommation des forces sud-coréennes qui les forcent à battre en retraite[17].
- 18 juin : Un groupe de soldats nord-coréens pénètre du côté sud-coréen de la section centrale de la DMZ, provoquant des tirs de sommation des forces sud-coréennes qui les forcent à battre en retraite[18].
- 18-19 juin: Le président russe Vladimir Poutine se rend à Pyongyang dans le cadre de la première visite d'un dirigeant russe en Corée du Nord depuis 2000, les deux signant un accord pour s'accorder une aide et un soutien mutuels au cas où l'une ou l'autre nation serait confrontée à une agression[19].

### août
21 août : Kim Jong-un interdit désormais d'avoir le même style que sa fille Kim Ju-ae et interdit aux nord-coréens d'avoir la même coupe que sa fille,. 

### décembre
29 décembre : Pak Thae-song est nommé 14ème premier ministre de la  république populaire démocratique de Corée succédant à Kim Tok-hun.

## Décès
- 11 janvier : Kim Kyong-ok (en), 93 ans, officier militaire, député (1998-2003) et membre de la commission militaire centrale (2010-2021)[23].
- 20 janvier : Choe Thae-bok, président de l'Assemblée populaire suprême du 5 septembre 1998 au 11 avril 2019[24].
- 7 mai: Kim Ki-nam :94 ans, homme politique premier Directeur du département de la Propagande et de l'Agitation du Parti du travail de Corée de 1989 à 2015.